# Bryant (Arkansas)
Bryant és una població dels Estats Units a l'estat d'Arkansas. Segons el cens del 2005 tenia 14.678 habitants.

## Demografia
Segons el cens del 2000, Bryant tenia 9.764 habitants, 3.601 habitatges, i 2.823 famílies. La densitat de població era de 415,6 habitants/km².
Dels 3.601 habitatges en un 42,6% hi vivien nens de menys de 18 anys, en un 63,9% hi vivien parelles casades, en un 11,1% dones solteres, i en un 21,6% no eren unitats familiars. En el 19,1% dels habitatges hi vivien persones soles el 7% de les quals corresponia a persones de 65 anys o més que vivien soles. El nombre mitjà de persones vivint en cada habitatge era de 2,65 i el nombre mitjà de persones que vivien en cada família era de 3,03.
Per edats la població es repartia de la següent manera: un 27,9% tenia menys de 18 anys, un 7,1% entre 18 i 24, un 32,7% entre 25 i 44, un 21,8% de 45 a 60 i un 10,4% 65 anys o més.
L'edat mediana era de 35 anys. Per cada 100 dones de 18 o més anys hi havia 86,5 homes.
La renda mediana per habitatge era de 48.870 $ i la renda mediana per família de 56.038 $. Els homes tenien una renda mediana de 39.380 $ mentre que les dones 26.261 $. La renda per capita de la població era de 20.730 $. Entorn del 3,5% de les famílies i el 4,8% de la població estaven per davall del llindar de pobresa.

## Poblacions més properes
El següent diagrama mostra les poblacions més properes.